# Вајтфилд (Њу Хемпшир)
Вајтфилд (енгл. Whitefield) насељено је место без административног статуса у америчкој савезној држави Њу Хемпшир.

## Демографија
По попису из 2010. године број становника је 1.142, што је 53 (4,9%) становника више него 2000. године.
| Група             | 2000.         | 2010.         |
| Белци             | 1.063 (97,6%) | 1.076 (94,2%) |
| Афроамериканци    | 4 (0,4%)      | 2 (0,2%)      |
| Азијати           | 1 (0,1%)      | 5 (0,4%)      |
| Хиспаноамериканци | 7 (0,6%)      | 41 (3,6%)     |
| Укупно            | 1.089         | 1.142         |